# Xtreme Spinning Coaster

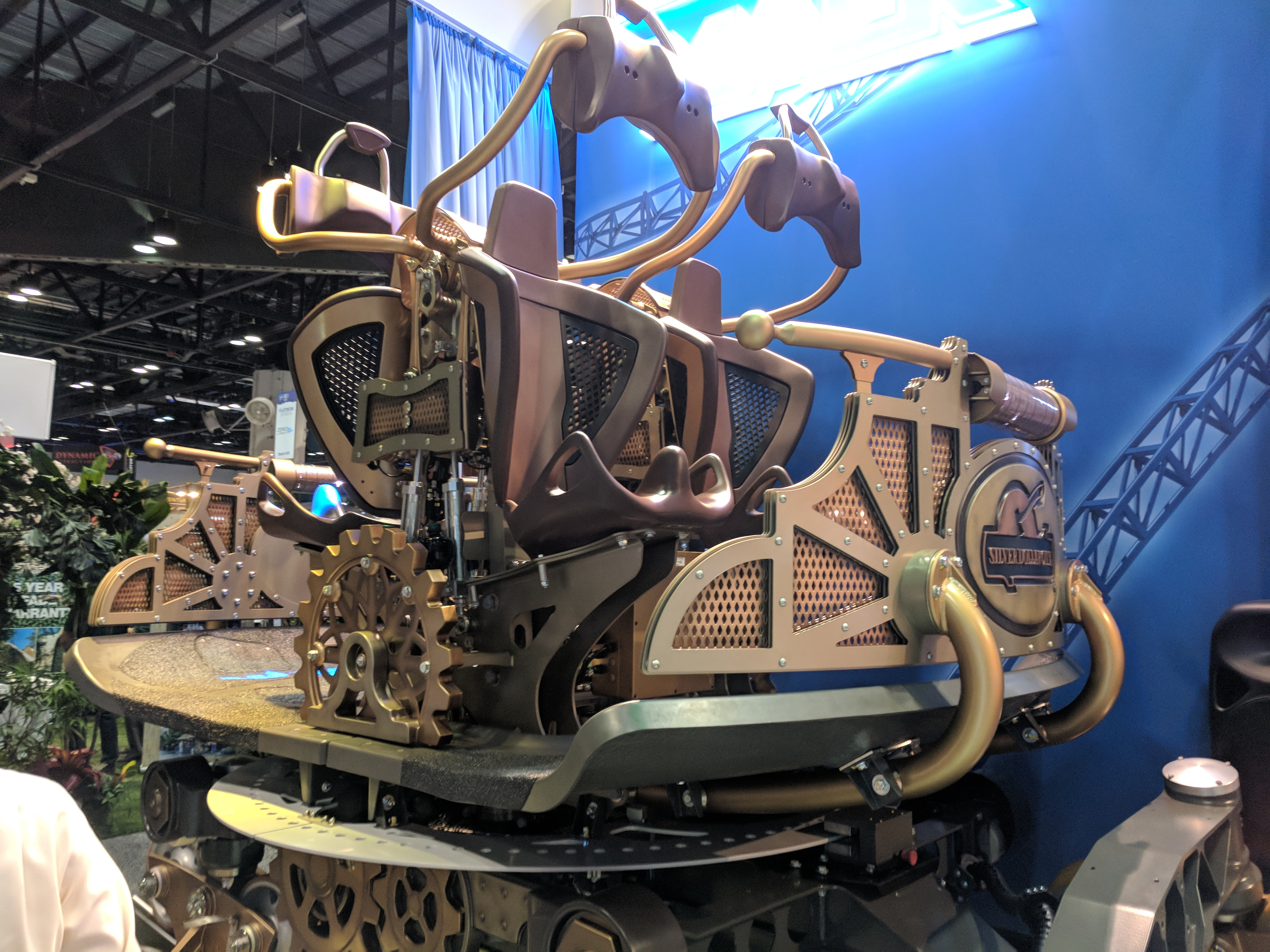
Zug von Time Traveler

Der Xtreme Spinning Coaster ist ein Achterbahntyp des Herstellers Mack Rides aus Waldkirch. Als erste Anlage dieses Typs wurde im Silver Dollar City im März 2018 Time Traveler eröffnet.

## Fahrsystem
Das Spezielle dieses Achterbahntyps ist, dass zum ersten Mal drehende Gondeln mit einer Strecke verbunden werden, bei der Launches und Inversionen möglich sind.

## Züge
Die Züge bestehen aus drehbaren Gondeln, in denen jeweils zwei Reihen mit zwei Sitzen Rücken an Rücken verbaut sind. Mit maximal vier Gondeln können die Züge so maximal 16 Passagiere fassen. Die Gondeln besitzen spezielle Magnetbremsen, um die Drehung zu kontrollieren.

## Auslieferungen
| Name              | Betreiber              | Land               | Layout | Eröffnung     |
| ----------------- | ---------------------- | ------------------ | ------ | ------------- |
| Ride to Happiness | Plopsaland Belgium     | Belgien            | Custom | 01. Juli 2021 |
| Time Traveler     | Silver Dollar City     | Vereinigte Staaten | Custom | 14. März 2018 |
| Unbekannt         | Plopsaland Deutschland | Deutschland        | Custom | 2028 (im Bau) |